# Canibus
Джермейн Вільямс (англ. Germaine Williams; нар. 9 грудня 1974, Кінгстон, Ямайка), більш відомий під псевдонімом Canibus, – американський репер і актор. Спочатку він набув популярності у 1990-х своїми фрістайлами, і випустив свій дебютний альбом Can-I-Bus у 1998 році. За свою кар'єру він випустив 15 студійних альбомів.
About.com помістив його під номером 32 у свій список «50 найкращих MC наших часів (1987—2007)», тоді як у 2012 році The Source помістив його під номером 44 у свій список 50 найкращих авторів усіх часів.

## Біографія
Джермейн Вільямс народився 9 грудня 1974 року. Він західно-індійського походження. Його батько, Безіл Вільямс, був гравцем у крикет. Сім'я часто переїжджала, живучи у Бронксі; Ньюарку, Нью-Джерсі; Вашингтоні, округ Колумбія; Атланті; Маямі; Буффало й у Лондоні. Після закінчення середньої школи в 1992 році він провів рік в AT&T Corporation і ще один рік як аналітик даних у Міністерстві юстиції США. Його інтерес до комп'ютерів та Інтернету привів його до вивчення інформатики в DeKalb College в Атланті.

## Кар'єра
Canibus почав римувати на початку 90-х і до 1992 під назвою Canibus Sativa і сформував дует під назвою T.H.E.M. (The Heralds of Extreme Metaphors) з репером Webb. 1996 року вони розлучилися, і Canibus об'єднався з бізнесменом Чарльзом Сіттом. У тому ж році Чарльз Суітт представив Canibus'у платиновому продюсеру Френкі Катлассу, і вони разом написали пісню. Canibus також з'явився у реміксі «Music Makes Me High» від Lost Boyz за участю Tha Dogg Pound, зробивши його першою офіційною появою Canibus на записі.
У 1997 році у Canibus'а починається біф з LL Cool J. Все почалося з того, що LL Cool J запросив його взяти участь у записі синглу «4,3,2,1», разом з Method Man, Redman та DMX. Під час запису Cool J'ю не сподобався його рядок «Yo L, is that a mic on your arm? Lemme borrow that». Пізніше LL ввічливо попросив Canibus'а замінити рядок і натомість обіцяв переписати свій куплет. Canibus замінив рядок, але LL не дотримався обіцянки і залишив куплет без змін. Про це він дізнався після виходу треку.
8 вересня 1998 Canibus випустив свій дебютний альбом Can-I-Bus. Альбом критично провалився, навіть незважаючи на те, що він отримав золотий статус 13 жовтня 1998 року. Альбом містив багато соціального матеріалу, такого як корупція в уряді США, СНІД і насильство в сучасній Америці.
Брав участь у легендарних фрістайл-сесіях з Wu-Tang Clan у 1992 році та з Big Pun, Mos Def, Mic Geronimo, Jon Forte та DMX у 1997 році.
Почав біф з Емінемом після того, як той кілька разів підколов його на своїх треках. З 1998 року він випустив півдюжини повноцінних дисів, однак сам Емінем не звертає великої уваги на диси і в 2013 році вперше за 10 років з останньої згадки Canibus'а висловився про його батл з Dizaster'ом на треку «Rap God».
Вважається чудовим текстовиком, однак має загальновизнано огидний слух на біти, тому його релізи не мають успіху у публіки.
У 2002 році Джермейн взяв перерву в музиці і вступив до Армії США, щоб вирішити, що йому потрібно в житті. У 2004 році його відправили у відставку за вживання марихуани.
У 2012 році Canibus спробував повернутися в батл-реп, проте його протистояння з Dizaster виявилося провальним для Canibus'а, який забув текст у третьому раунді. Проте він продовжує кар'єру реп-виконавця.

## Дискографія
Студійні альбоми
- Can-I-Bus (1998)
- 2000 B.C. (Before Can-I-Bus) (2000)
- C! True Hollywood Stories (2001)
- Mic Club: The Curriculum (2002)
- Rip the Jacker (2003)
- Mind Control (2005)
- Hip-Hop for Sale (2005)
- For Whom the Beat Tolls (2007)
- Melatonin Magik (2010)
- C of Tranquility (2010)
- Lyrical Law (2011)
- Fait Accompli (2014)
- Time Flys, Life Dies... Phoenix Rise (2015)
- Kaiju (2021)
- One Step Closer to Infinity (2022)

Спільні альбоми
- The Horsemen Project (2003) (х Killah Priest, Kurupt & Ras Kass)
- Def Con Zero (2005)  (з Phoenix Orion)
- In Gods We Trust – Crush Microphones to Dust (2011) (з Keith Murray)
- Lyrical Warfare (2011) (з Webb)
- The 2nd Coming (2013) (з Bronze Nazareth, Cappadonna, M-Eighty, Nino Grave & Planet Asia)
- The Last Ride (2021) (з Killah Priest, Kurupt & Ras Kass)
- Microphone Land (2021) (з Jaximus)